# Jozef Deleu
Jozef Hugo Maria Deleu (Roeselare, 20 april 1937) is een Vlaams dichter en prozaschrijver.

## Biografie
Jozef Deleu is de jongste zoon uit een boerenfamilie waarvan de vader een genaturaliseerde Fransman was. Na zijn studies aan de normaalschool stond hij van 1956 tot 1970 voor de klas.
In 1962 debuteerde Deleu als prozaïst met de novelle De ontmoeting en in 1963 als dichter met de bundel Schaduwlopen. Zowel in zijn poëzie als in zijn proza ziet hij de mens continu geprangd tussen heden, verleden en toekomst. Het besef van de tijdelijkheid van alle leven verleent aan zijn werk een sterk melancholisch karakter. Reeds in zijn eerste teksten geeft hij blijk van een groot gevoel voor verwoording en stijl.
Naast poëzie en lyrisch proza heeft Deleu ook een aantal opgemerkte cultuurpolitieke redevoeringen gehouden. De pleinvrees der kanunniken is er de meest bekende van en de titel van de redevoering werd een begrip in Vlaanderen. Werk van Deleu werd onder meer vertaald in het Frans, Duits, Engels, Hongaars, Bulgaars en Servo-Kroatisch.
Behalve auteur van poëzie en proza stelde Deleu ook verschillende bloemlezingen samen. Het Groot Verzenboek, vijfhonderd gedichten over leven, liefde en dood was de voornaamste en kende een grote verspreiding.
Na zijn pensionering richtte Deleu in 2003 Het liegend konijn, tijdschrift voor hedendaagse Nederlandstalige poëzie op. Van dit blad is hij de enige redacteur.
Sinds 1 januari 2005 zetelt Deleu in de raad van bestuur van de Vlaamse openbare omroep VRT. Hij werd daarvoor voorgedragen door de sp.a.
In 2023 won hij de eerste Taalpenning, een tweejaarlijkse prijs van de Koninklijke Academie voor Nederlandse Taal en Letteren.

## Stichting Ons Erfdeel en aanverwanten
Op suggestie van de Vlaamse schrijver André Demedts, richtte hij in 1957 het tijdschrift Ons Erfdeel op, waarvan hij tot 2002 hoofdredacteur was. In 1970 verliet hij het onderwijs en bracht het tijdschrift Ons Erfdeel onder in de onafhankelijke Vlaams-Nederlandse “Stichting Ons Erfdeel”, waarvan hij afgevaardigd bestuurder werd. In 1972 richtte hij het tijdschrift Septentrion, Arts, lettres et culture de Flandre et des Pays-Bas op. Het blad wil de Nederlandstalige cultuur beter bekend te maken in de francofonie. In 1976 richtte hij het tweetalige jaarboek De Franse Nederlanden / Les Pays-Bas Français op. Dit jaarboek wil de uitwisseling tussen Noord-Frankrijk en het Nederlandse taalgebied bevorderen. In 1993 volgde de oprichting van het jaarboek The Low Countries. Dit jaarboek wil de Engelstalige wereld beter informeren over de cultuur van Nederland en Vlaanderen.
Onder zijn leiding werd de Stichting Ons Erfdeel uitgebouwd tot een Vlaams-Nederlandse cultuurpolitieke instelling, die naast de publicatie van bovengenoemde periodieken ook informatieve boeken in verschillende talen publiceerde over taal, literatuur en cultuur van de Lage Landen. Op de Belgisch-Franse grens, in het West-Vlaamse Rekkem, deelgemeente van de stad Menen, liet hij in 1972 het Dialoogcentrum Stichting Erfdeel bouwen.

## Prijzen
- Prijs Vlaamse poëziedagen (1965)
- Karakterprijs Visser Neerlandia (1970)
- Orde van de Vlaamse Leeuw (1972)
- Zilveren Medaille Robert Schuman (1973)
- André Demedtsprijs, met echtgenote Annemarie Deblaere (1974)
- Eresenator van de Europese Beweging (1976)
- Prix Descartes (1974)
- G.H. 's-Gravesande-prijs van de Jan Campert Stichting (1981)
- Lieven Gevaert Prijs (1989)
- Grote Cultuurprijs van Oost-Vlaanderen (1989)
- Prijs van het PEN - Centrum Vlaanderen (1991)
- Adam de la Poésie (1994)
- Prijs voor Poëzie van West-Vlaanderen (1995)
- Taaluniepenning van de Nederlandse Taalunie (1995)
- Prijs van de Vlaamse Regering (2002)
- Gouden Erepenning van het Vlaams Parlement (2002)
- Prijs voor Vlaams-Nederlandse Culturele Samenwerking (2009, samen met Jeroen Brouwers)

De Rijksuniversiteit Gent verleende hem in 1994 een eredoctoraat.

## Officiële onderscheidingen
- Commandeur in de Orde van Oranje – Nassau (Nederland, 1996)
- Chevalier de l’Orde National du Mérité (Frankrijk, 2001)
- Officier des Arts et Lettres (Frankrijk, 2003)
- Ereburger van de Stad Menen (2003)
- Grootofficier in de Leopoldsorde (België, 2003)
- Grootofficier in de kroonorde

## Enkele werken
- Schaduwlopen (1963)
- Ludo en Fliepo (1965)
- Nachtwerk (1970)
- Brieven naar de overkant (1972)
- Frans-Vlaanderen (1972)
- Groot Verzenboek (1976)
- Gezangen uit het achterland (1981)
- Tekenen van tijd (1984)
- De hazen aan de kim (1985)
- De pleinvrees der kanunniken (1987)
- Citoyen de la Frontière (1988)
- Voorbij de grens (1990)
- De jager heeft een zoon (1995)
- Hazen troepen samen (2000)
- Gras dat verder groeit (2005)
- Het gaat voorbij (2007)